# Where My Dogs At?
Where My Dogs At? è una serie televisiva statunitense-canadese a cartoni animati, creata nel 2006 da Aaron Matthew Lee e Jeff Ross per MTV2. La serie racconta le avventure di due cani randagi, il sarcastico beagle Buddy e il grosso bulldog Woof. Entrambi tentano di sopravvivere nelle vie della caotica Hollywood, incontrando VIP, attori, attrici e cantanti e chiedendo loro dell'ospitalità. In Italia la serie è stata trasmessa su MTV dall'8 gennaio al 19 febbraio 2007.

## Trama
La serie si concentra su Buddy e Woof, due cani che ogni volta che scappano dall'accalappiacani si ritrovano sempre coinvolti in situazioni divertenti con varie celebrità hollywoodiane. Buddy, il beagle, cerca sempre di arrivare nel New Jersey. È piuttosto critico nei confronti delle persone. Woof è più riservato, sebbene sia un bulldog. L'accalappiacani è l'unico personaggio di cui non si conosce la faccia (lo si vede solo dal collo in giù) ed è continuamente alle calcagna dei due protagonisti. L'unica frase che pronuncia ha dato il nome alla serie "Where my dogs at?" (Dove sono i miei cani?). In ogni episodio, i due cani incontrano celebrità come Snoop Dogg, Lindsay Lohan, Paris Hilton, Brad Pitt, Angelina Jolie, Tara Reid, Jennifer Aniston, Michael Jackson, Marilyn Manson, Vince Vaughn, Owen Wilson e altri.

## Episodi
| n° | Titolo originale                   | Titolo italiano      | Prima TV USA   | Prima TV Italia  |
| -- | ---------------------------------- | -------------------- | -------------- | ---------------- |
| 1  | Ugly Beagle Meets Pig Dog          |                      | 10 giugno 2006 | 8 gennaio 2007   |
| 2  | Buddy and Woof Do the Movie Awards |                      | 17 giugno 2006 | 15 gennaio 2007  |
| 3  | Being with the Browns              |                      | 24 giugno 2006 | 22 gennaio 2007  |
| 4  | Woofie Loves Snoop                 |                      | 1º luglio 2006 | 29 gennaio 2007  |
| 5  | The War On Tara                    | Celebrità interrotte | 8 luglio 2006  | 5 febbraio 2007  |
| 6  | Jacko Comes Backo                  | Torna a casa Michael | 15 luglio 2006 | 12 febbraio 2007 |
| 7  | The One About Jilted Jen           |                      | 22 luglio 2006 | 19 febbraio 2007 |
| 8  | The Last Ashton Hero               |                      | 29 luglio 2006 | 19 febbraio 2007 |

## Distribuzione

### Trasmissione internazionale
| Paese    | Lingua   | Canali   |
| Paese    | Lingua   | Prima TV |
| -------- | -------- | -------- |
| USA      | Inglese  | MTV2     |
| Italia   | Italiano | MTV      |
| Germania | Tedesco  | MTV      |

### Doppiaggio
| Personaggio           | Doppiatore originale | Doppiatore italiano |
| --------------------- | -------------------- | ------------------- |
| Buddy                 | Jeffrey Ross         | Luigi Ferraro       |
| Woof                  | Tracy Morgan         | Antonio Palumbo     |
| Accalappiacani        | John DiMaggio        | Mario Bombardieri   |
| Lindsay Lohan         |                      | Alessia Amendola    |
| Nicole Richie         |                      | Roberta Castelli    |
| Mischa Barton         |                      | Irene Di Valmo      |
| Courtney Love         | Jeff Richards        | Cinzia Villari      |
| Angelina Jolie        |                      | Silvia Tognoloni    |
| Brad Pitt             |                      | Sandro Acerbo       |
| Queen Latifah         |                      | Cinzia De Carolis   |
| Michael Jackson       |                      | Patrizio Cigliano   |
| Jessica Simpson       |                      | Francesca Manicone  |
| 50 Cent               | Dean Edwards         | Nanni Baldini       |
| Jamie Foxx            |                      | Roberto Draghetti   |
| Eminem                |                      | Massimiliano Alto   |
| Whitney Houston       |                      | Monica Ward         |
| Hilary Duff           |                      | Perla Liberatori    |
| Ben Affleck           |                      | Riccardo Rossi      |
| Donald Trump          |                      | Massimo Gentile     |
| Paris Hilton          | Jackie Harris        | Ilaria Latini       |
| Tom Cruise            | Jeff Richards        | Roberto Chevalier   |
| Dave Chappelle        |                      | Oreste Baldini      |
| Andy Dick             | Jeff Richards        | Manfredi Aliquò     |
| Snoop Dogg            |                      | Stefano Mondini     |
| Jennifer Lopez        |                      | Ilaria Stagni       |
| Cameron Diaz          |                      | Georgia Lepore      |
| Arnold Schwarzenegger |                      | Alessandro Rossi    |
| Tara Reid             |                      | Connie Bismuto      |
| Colin Farrell         |                      | Fabio Boccanera     |
| Russell Crowe         |                      | Fabrizio Pucci      |
| Jennifer Aniston      |                      | Eleonora De Angelis |
| Vince Vaughn          |                      | Francesco Prando    |
| Jimmy Fallon          |                      | Francesco Bulckaen  |
| Samuel L. Jackson     |                      | Paolo Buglioni      |
| Matt LeBlanc          |                      | Vittorio De Angelis |